# Herminia laevigata
Herminia laevigata är en fjärilsart som beskrevs av Augustus Radcliffe Grote 1872. Herminia laevigata ingår i släktet Herminia och familjen nattflyn. Inga underarter finns listade i Catalogue of Life.